# EBP
EBP (англ. Emopamil binding protein (sterol isomerase)) – білок, який кодується однойменним геном, розташованим у людей на короткому плечі X-хромосоми. Довжина поліпептидного ланцюга білка становить 230 амінокислот, а молекулярна маса — 26 353.
| 10         |  | 20         |  | 30         |  | 40         |  | 50         |
| ---------- |  | ---------- |  | ---------- |  | ---------- |  | ---------- |
| MTTNAGPLHP |  | YWPQHLRLDN |  | FVPNDRPTWH |  | ILAGLFSVTG |  | VLVVTTWLLS |
| GRAAVVPLGT |  | WRRLSLCWFA |  | VCGFIHLVIE |  | GWFVLYYEDL |  | LGDQAFLSQL |
| WKEYAKGDSR |  | YILGDNFTVC |  | METITACLWG |  | PLSLWVVIAF |  | LRQHPLRFIL |
| QLVVSVGQIY |  | GDVLYFLTEH |  | RDGFQHGELG |  | HPLYFWFYFV |  | FMNALWLVLP |
| GVLVLDAVKH |  | LTHAQSTLDA |  | KATKAKSKKN |  |            |  |            |

A: Аланін

C: Цистеїн

D: Аспарагінова кислота

E: Глутамінова кислота

F: Фенілаланін

G: Гліцин

H: Гістидин

I: Ізолейцин

K: Лізин

L: Лейцин

M: Метіонін

N: Аспарагін

P: Пролін

Q: Глутамін

R: Аргінін

S: Серин

T: Треонін

V: Валін

W: Триптофан

Кодований геном білок за функцією належить до ізомераз. 
Задіяний у таких біологічних процесах, як метаболізм ліпідів, метаболізм холестеролу, метаболізм стероїдів, метаболізм стеролів, біосинтез ліпідів, біосинтез холестеролу, біосинтез стероїдів, біосинтез стеролів, ацетилювання. 
Локалізований у ядрі, мембрані, ендоплазматичному ретикулумі, цитоплазматичних везикулах.